# 唐小喜
唐小喜（12月28日—），又名唐静，中国大陆配音演员，光合积木成员之一。

## 生平
毕业于北京师范大学。为众多电影、电视剧作品配音，例如电视剧《陆贞传奇》，电影《大明嫔妃》等，同时她也为《魁拔》《洛克王国》等动畫游戏作品配过音。

## 配音作品
※粗體字表示說明飾演的主要角色
2007年
- 《四世同堂》童年妞子（蔣依依 飾）

2008年
- 《芸娘》小菊（田嘟嘟 飾）
- 《震撼世界的七日》趙小愛（唐於鴻 飾）、楊晶（甘婷婷 飾）李文亞
- 《母儀天下》許　娥（練束梅 飾）、王昭君（白慶琳 飾）

2009年
- 《封神榜之武王伐紂》龍吉（陸昱頡 飾）
- 《書劍恩仇錄》香香公主（穎兒 飾）
- 《一起來看流星雨》於馨（彭楊 飾）、趙美然（殷葉子 飾）
- 《鐵齒銅牙紀曉嵐4》梅映雪（韓雨芹 飾）
- 《男兒本色》周佩雯（江若琳 飾）

2010年
- 《幸福一定強》潘曉喜（趙楊 飾）、珊珊（劉楊波 飾）
- 《神探狄仁傑前傳》粉兒（齊一聞 飾）、小狄光遠、紫嫣
- 《神醫大道公》鄭貴妃（孟霞 飾）
- 《傳說》（原名遠古的傳說）六仙女（陳潔 飾）
- 《大風歌》魯元公主（毛俊傑 飾）
- 《煙雨斜陽》高宛宜（佟麗婭 飾）
- 《國色天香》蘇雨心（習雪 飾）

2011年
- 《春光燦爛豬九妹》飛天（翁虹 飾）
- 《宫》如冰（袁姍姍 飾）、凝香（習雪 飾）、朱夫人（孫曉菲 飾）
- 《天地姻緣七仙女》藍兒（陽蕾 飾）
- 《風華正茂》楊開慧（江鎧同 飾）
- 《掩護》韓小溪（高姝瑤 飾）
- 《大唐女巡按》彩蝶（鄔靖靖 飾）
- 《母子情仇》（又名:匪娘/猛虎突擊隊）董淼淼（毛曉彤 飾）
- 《唐宮美人天下》雲兒（何彥霓 飾）、芽兒（屈玥 飾）
- 《千山暮雪》劉悦瑩（張　然 飾）

2012年
- 《另一種燦爛生活》蘭軒兒（江鎧同 飾）
- 《宮鎖珠簾》嘉嘉（海陸 飾）、小公主（田芳伊飾）
- 《如意》葉紫（文夢洋 飾）
- 《夫妻那些事》楊子清（寧露 飾）
- 《後宮甄嬛傳》寶鵑（梁藝馨 飾）、佩兒（翟蓓蓓 飾）、繪春（李鶯雅 飾）、桑兒（尹舒 飾）、寶鵲（胡鑫慧飾）、烏拉那拉·青櫻（張妍 飾）、如意（汪晴 飾）、貞嬪（郭　萱 飾）
- 《傾城雪》李明娟（蘇青 飾）
- 《童話二分之一》小娟（俞周希 飾）
- 《箭在弦上》榮意（張維娜 飾）
- 《亂世佳人》張小蝶（蘇青 飾）
- 《王的女人》虞姬（袁姍姍 飾）
- 《山河戀·美人無淚》蘇麻喇姑（喬喬 飾）

2013年
- 《盛夏晚晴天》喬明嬌（李方丁 飾）
- 《陸貞傳奇》臘梅（李雯雯 飾）
- 《新神探聯盟之包大人來了》薇薇安Vivian（彭靜 飾）
- 《像火花像蝴蝶》段寧（苑新雨 飾）
- 《大南遷》利小妹
- 《紫釵奇緣》莫玥（包文婧 飾）
- 《烽火佳人》素兮 （張馨心 飾））、童年佟毓婉 （高山流水 飾）

2014年
- 《妻子的秘密》林草草(招娣) （楊誠誠 飾）
- 《宮鎖連城》杏雨（賈靜雯 飾）、春喜（毛曉彤 飾）
- 《火線英雄》米元元（吳倩 飾）
- 《古劍奇譚》襄鈴（鄭爽 飾）
- 《美人制造》雲淨初（蘇青 飾）
- 《神雕俠侣》郭芙（毛曉彤 飾）
- 《武媚娘傳奇》賀蘭敏月（馬思純 飾）、春盈（王真兒 飾）

2015年
- 《活色生香》童年安若歡（張籽沐 飾）、魔王妃 （劉青 飾）
- 《少年四大名捕》葉兒（陳小紜 飾）、何小玉（吳謹言 飾）
- 《極品新娘》王紫宓（高洋 飾）
- 《大江東去》婉兒（龔潔 飾）、阿珠（王雯雯 飾）
- 《盜墓筆記(第一季)》霍秀秀（穎兒 飾）
- 《野山鷹》閆小蓓（丁子玲 飾）
- 《偽裝者》朱徽茵（孫夢佳 飾）
- 《大漢情緣之雲中歌》童年雲歌 （蔣依依 飾）、上官小妹 （毛曉彤 飾）
- 《琅琊榜》宇文念（喬欣 飾）
- 《多情江山》果珍（劉越 飾）
- 《班淑傳奇》姚絹（鄧莎 飾）
- 《秦時明月》高月（胡冰卿 飾）
- 《龍城1937》邢小妹（李羚娜 飾）

2016年
- 《寂寞空庭春欲晚》玉箸（劉萌萌 飾）
- 《女醫·明妃傳》紫蘇（於莎莎 飾）
- 《解憂公主》阿伊臘（陸綺蔚 飾）
- 《九州·天空城》彼岸花（朱聖禕 飾）
- 《幻城》潮涯（陳欣予 飾）、笈筌（王嵛 飾）
- 《青雲志》周小環（白雪 飾）
- 《絕命後衞師》黃秀芹（王笛 飾）
- 《靈魂擺渡 第三季》梔子（趙儒嫣 飾）
- 《錦繡未央》春茗（周美毅 飾）
- 《飛刀又見飛刀》水無傷（袁冰妍 飾）
- 《明星志願》蘇嫚君（黃宣霓 飾）

2017年
- 《奇星記之鮮衣怒馬少年時》周小彩（馬夢喬 飾）
- 《楚喬傳》扎瑪（康寧 飾）
- 《新俠客行》白阿綉（李淨洋 飾）
- 《軒轅劍之漢之雲》橫艾（張佳寧 飾）
- 《通天狄仁傑》王昭燕（李茜 飾）
- 《天淚傳奇之鳳凰無雙》姣童（南笙 飾）
- 《將軍在上》秋華（王瑄 飾）、楊氏（安泳暢 飾）
- 《獨步天下》阿丹珠（夏楠 飾）
- 《花謝花飛花滿天》花娉婷（宣璐 飾）
- 《殺狼》許靜茹（張倩如 飾）

2018年
- 《鳳囚凰》粉黛（高雨兒 飾）
- 《變身女友》艾菲（崔玲玉 飾）、小馮（張傑妍 飾）、小於建（黃第一 飾）
- 《東山晴後雪》馬小姐（石恩心 飾）
- 《烈火如歌》刀冽香（代斯 飾）
- 《萌妻食神》柳依依（趙露思 飾）
- 《莽荒紀》東河樹（羅佩 飾）
- 《芸汐傳》雨澤（黃露露 飾）
- 《鳴鴻傳》玲瓏
- 《鬥破蒼穹》女主持人（王藝哲 飾）
- 《回到明朝當王爺之楊凌傳》宋小愛（潘嚴 飾）
- 《火王之破曉之戰》芊芊（南笙 飾）
- 《喜歡你時風好甜》齊恬（林妍柔 飾）
- 《新大頭兒子和小頭爸爸》小明

2019年
- 《招搖》沈千錦（於潼 飾）

2020年
- 《三生三世枕上書》
- 《九州·天空城II》杜纖音 （代文雯 飾）
- 《抬頭有星光》Ada（谷慧子 飾）
- 《哪吒降妖記》混天綾/天兒（崔恬伊 飾）
- 《太古神王》莫傾城（王子文 飾）
- 《長安諾》蘇玉盈（黃羿 飾）
- 《九流霸主》小芹（侯佩杉 飾）網絡劇

2021年
- 《十二譚》小魚（鄧恩熙 飾）
- 《大宋宮詞》曹汝（顧語涵 飾）
- 《長歌行》蘇蘇（胡伊林 飾）、小五（郭金豪 飾）、珍珠（黃楊鈿甜 飾）
- 《驪歌行》陸盈盈 （何瑞賢 飾）
- 《奶爸當家》芳芳

## 遊戲作品

### 單機遊戲
- 《仙劍奇侠傳四》璇璣、槐枝、祿蓉
- 《仙劍奇侠傳五》羽裳、小翠
- 《仙劍奇侠傳五前傳》張瑤、浣雪、衍青
- 《仙劍奇侠傳六》洛寧
- 《古劍奇譚二》玉憐
- 《新劍俠傳奇》方十一、舒問

### 網絡遊戲
- 《倩女幽魂2》花漸隱
- 《笑傲江湖OL》玲瓏

### 手機遊戲
- 《敍事曲》小米
- 《仙劍奇俠傳五前傳》珈藍
- 《仙劍奇俠傳online》蓋羅嬌、冬梅
- 《古劍奇譚一》襄鈴
- 《甄嬛傳》流朱
- 《純三國》小喬
- 《少女咖啡槍》諾拉
- 《武娘》密宗
- 《青雲志》女玩家
- 《天龍八部》鍾靈、燕別秋
- 《決戰！平安京》御饌津

## 动画

### 2015年
- 《狐妖小紅娘》 厲雪揚、厲媽

### 2017年
- 《銀之守墓人》 雙子星

### 2019年
- 《白蛇：缘起》 小青